# حکاکی

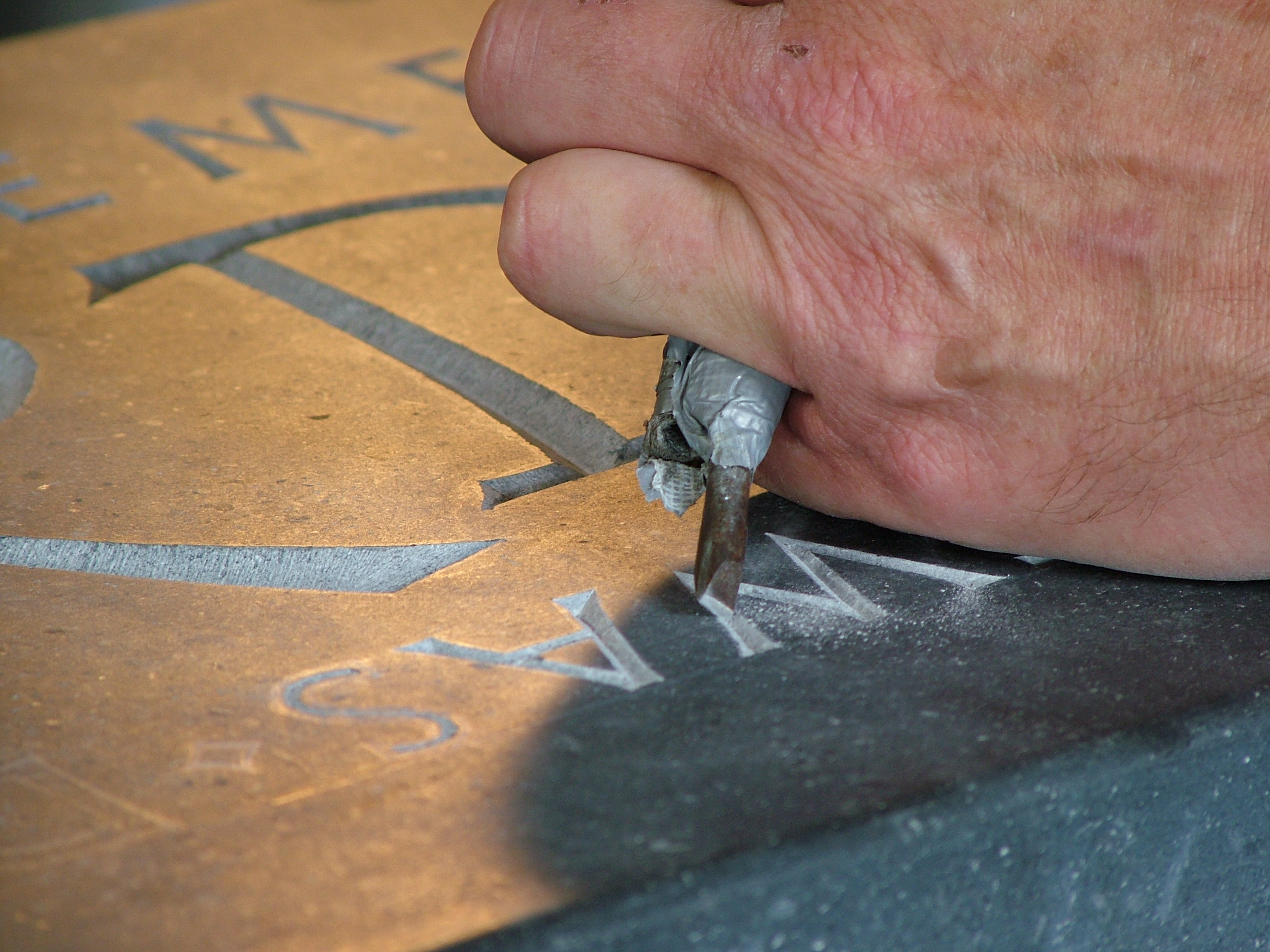
حکاکی روی سنگ

حکّاکی ایجاد طرح و نقش بر روی فلزات، کاشی، چوب و موارد دیگر است. این کار با ایجاد برجستگی و فرورفتگی با کمک ابزار فلزی که می‌تواند مغار پیچ گوشتی یا چاقو نیز باشد، انجام می‌شود.
یکی از روش‌های حکاکی استفاده از موم عسل جهت پوشش ضد اسید، قلم نی جهت طراحی، و اسید فلوریدریک جهت تثبیت طراحی می‌باشد به نحوی که با موم عسل مایع روی نگین را پوشانده بعد از سرد و جامد شدن موم با قلم نی که برعکس قطع خورده روی عقیق طراحی کرده سپس چند قطره اسید روی قسمت‌های طراحی شده قرار داده و با آب ولرم شسته حالا طراحی ثابتی روی عقیق داریم که می‌توان با ابزار و مته‌های حکاکی آن را عمیق کنیم. متأسفانه استفاده از دستگاه‌های حکاکی در حال حاضر ضربه سختی به هنر کهن حکاکی و هنرمندان این رشته زده‌است و روح هنری حکاکی را زیر سؤال برده‌است اما سرعت انجام حکاکی را بسیار افزایش می‌دهد و مزیتهای خاص خود را دارد اما از لحاظ هنری ارزش چندانی ندارد.
دستگاه‌های حکاک با بهره‌گیری از فناوری روز دنیا که به توسط مکانیسم حرکتی ریل. بیرینگ و استپر موتور، به قلم‌های قوی حکاکی از جنس تنگستن. کارباید که یکی از سخت‌ترین مواد به‌شمار می‌رود مجهّز شده‌اند. در نظر داشته باشید که این قلم می‌تواند با قلم از جنس سرامیک تعویض شود. فرامین حک از دو راه به مکانیسم اعمال می‌شود. راه اول به وسیله رایانه است که با وجود نرم‌افزار مخصوص دستگاه، توسط هر نرم‌افزار قابل اجرا در ویندوز قابل کنترل بوده و خروجی آن را مثل یک پلاتر حرفه‌ای حک می‌کند.
راه دوم از طریق خود دستگاه می‌باشد که حکهای ساده در حد حروف و اعداد به اضافه شماره سریال تولیدی دستگاه رامی‌تواند بدون نیاز به رایانه حک کند. حکاکی بر روی نگین را با وسایل گوناگونی انجام می‌دهند مانند فرز دندانپزشکی یا با استفاده از مته‌های حکاکی. از قدیمی‌ترین حرفه‌ها که ایرانیان نقش بسزایی در تکمیل آن داشته‌اند حکاکی روی نگین‌های انگشتر بوده‌است.